# Corps Lusatia Breslau
Das Corps Lusatia Breslau war eine farbentragende, pflichtschlagende Studentenverbindung in Breslau (1832–1936). In der Nachkriegszeit wurde das Corps durch Mitglieder des Corps Moenania in Hamburg wiedergegründet und wurde später nach Köln und Aachen verlegt, bis es schließlich 1993 mit dem Corps Lusatia Leipzig fusionierte.

## Geschichte

### Breslau 1832–1936

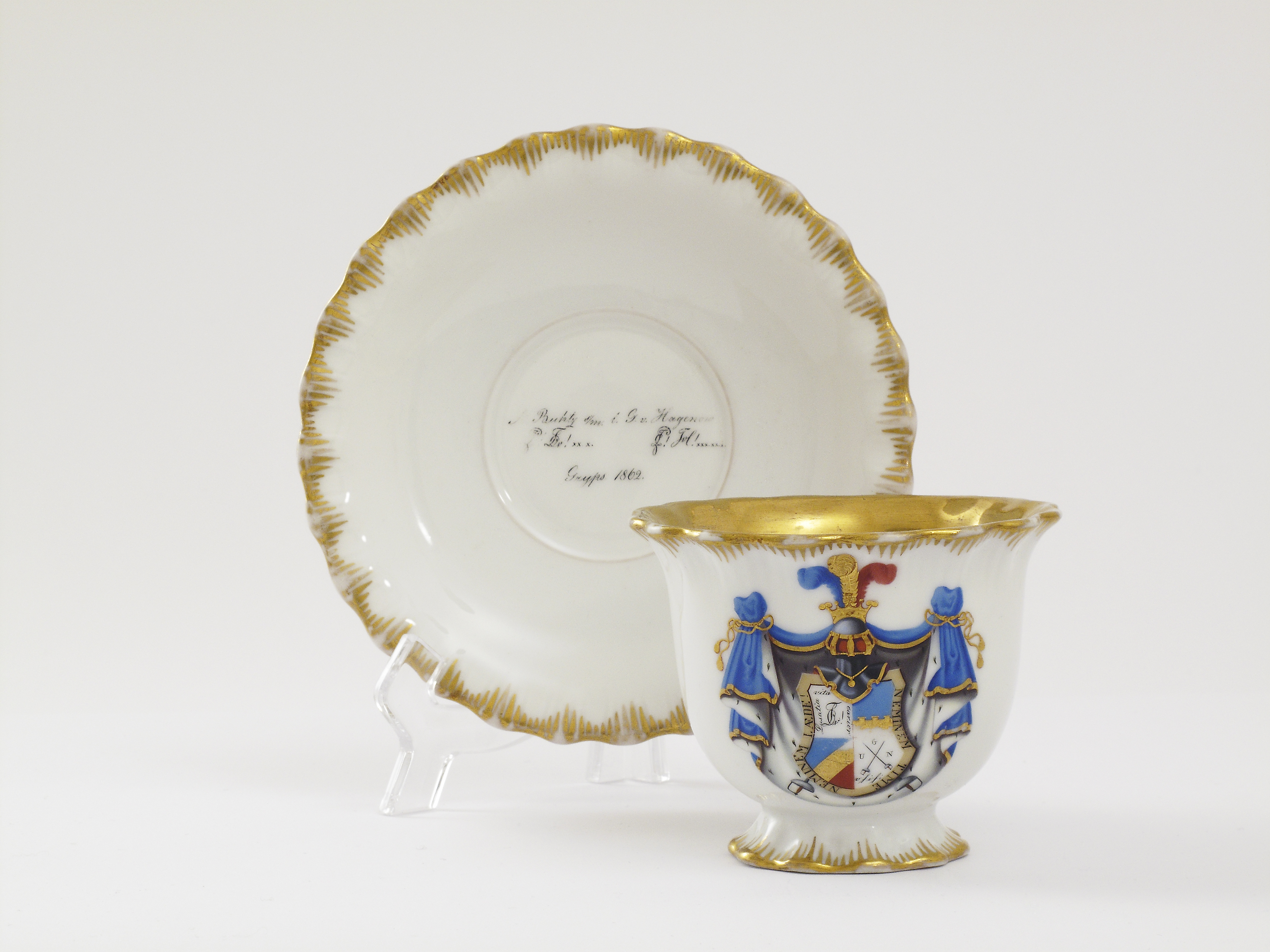
Wappentasse der Lusatia, vor 1860

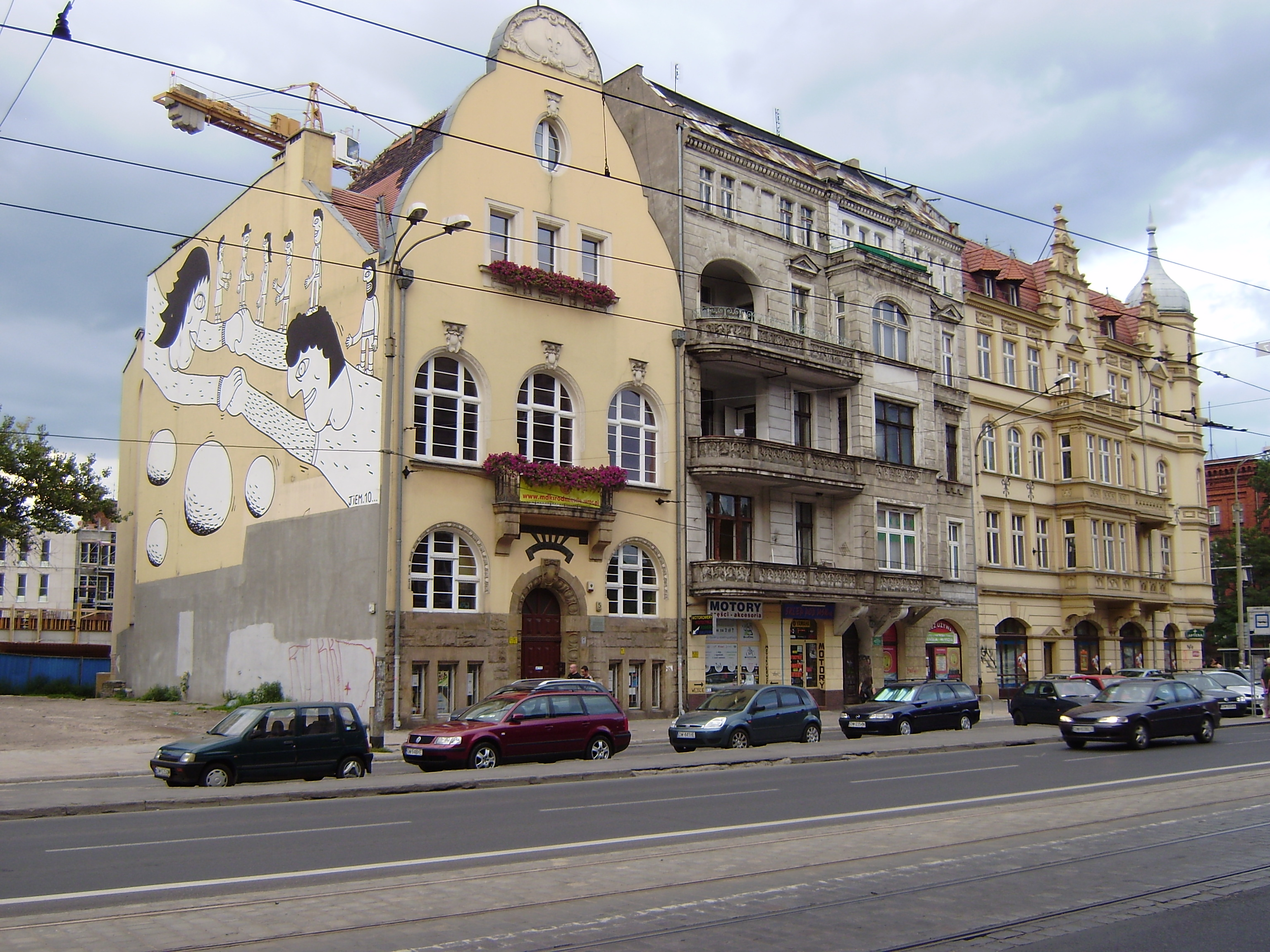
Links das ehemalige Corpshaus in Breslau

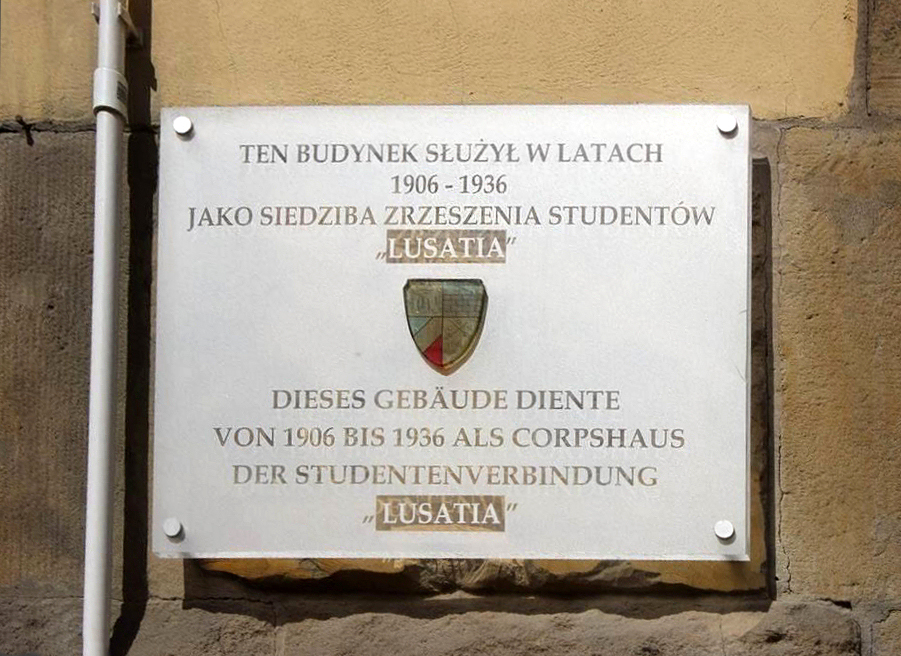
Gedenktafel am Corpshaus

Nach der Kgl. preußischen Kabinettsorder vom 24. November 1811 wurde die Brandenburgische Universität Frankfurt nach Breslau verlegt. Nachdem sich im Oktober 1821 ein Corps Sileso-Lusatia in der schlesischen Hauptstadt aufgetan hatte, gründete stud. iur. Emil Thiele mit sechs anderen Stiftern am 6. November 1832 das Corps Lusatia. Nach Borussia (1819) und Silesia (1821) war es das dritte Corps an der Schlesischen Friedrich-Wilhelms-Universität. Der Wahlspruch war Lusatia vita carior. Die blau-rot-goldenen Farben wurden 1843 in Dunkelblau-Gold-Rot, im Wintersemester 1848 in Hellblau-Gold-Rot geändert; damit sollten die ursprünglichen Landesfarben der Lausitz herausgestellt werden.
Im katholischen Schlesien wurden viele Breslauer Studenten der Katholischen Theologie Corpsstudenten. Neben einigen früh verstorbenen Kandidaten hatte Lusatia (mindestens) neun Erz-/Priester und Bischöfe in ihren Reihen. In den 1860er Jahren musste Lusatia einige Semester suspendieren. Mit dem Breslauer Preußen Waldemar Dyhrenfurth als Senior machte sie 1869 wieder auf. 1885 bezog Lusatia das erste eigene Corpsheim in der Kupferschmiedestraße 22/23, 1890 das zweite in der Altbüßerstraße 11. Das neue eigene Corpshaus in der Rosenthalerstraßer 5 (heute ul. Dubois) ▼ wurde 1907 eingeweiht. Am Ersten Weltkrieg nahmen 81 der damals 134 Lausitzer teil. Achtzehn fielen oder starben an den Verwundungen.
Nachdem 1910 die Technische Hochschule Breslau eröffnet worden war und „Techniker“ aktiv geworden waren, konnten ab 1923 auch Studenten der Landwirtschaftlichen Hochschule Lausitzer werden.

### Zeit des Nationalsozialismus
Zu Beginn des Wintersemesters 1935/36 musste das Corps wie alle anderen freien Studentenverbindungen suspendieren. Das Corpshaus wurde 1936 von der NS-Kameradschaft Himmelwitz übernommen, die bis 1945 bestand. Engere Beziehungen zwischen Kameradschaft und der Altherrenschaft der Lusatia entwickelten sich nicht.
Im Zweiten Weltkrieg fielen 36 Breslauer Lausitzer, darunter die beiden Ritterkreuzträger Bruno von Brackel und Friedrich-Wilhelm Wandel. 1945 überstand das Corpshaus den Zweiten Weltkrieg und die Schlacht um Breslau. Es wurde beschlagnahmt und vorübergehend von einer polnischen Studentenvereinigung bewohnt.

### Hamburg 1952–1956
1950 wurde ein besonderes Freundschaftsabkommen mit dem Corps Moenania vereinbart. Beim 119. Stiftungsfest beschloss der Altherrenverband die Rekonstitution des Corps an der Universität Hamburg. Mit drei Mainländern konnte sie am 9. Mai 1952 im Adolph-Woermann-Haus vollzogen werden.

### Köln 1956–1993
Wie viele der vertriebenen Corps verlegte auch Lusatia bei dem schweren Stand der Studentenverbindungen in der Kaufmannsstadt Hamburg bereits 1956 nach Köln und Aachen, wo schon die drei anderen Breslauer Corps Borussia, Silesia und Marcomannia und Hansea Köln (1901) aktiv waren. Sie nahmen Lusatia in den SC zu Köln auf. 1957 wurde die letzte Fassung der Konstitution beschlossen. Im Januar 1964 wurde ein Corpshaus in Köln-Lindenthal (Rautenstrauchstraße 81) angemietet. Fünf Jahre später wurde das letzte Corpshaus in Köln-Marienburg (Schillingsrotter Weg 15) gekauft. Beim Festakt zum 150. Stiftungsfest im Sommer 1982 sprach Kölns Bürgermeister Heribert Blens.
Aus Nachwuchsmangel musste Lusatia suspendieren. Ihre Tradition wird seit dem 6. November 1993 von Lusatia Leipzig fortgeführt. Die gleichen Bänder sind zu einem verschmolzen.

## KSCV
Sehr früh, im Mai 1850, wurde der SC zu Breslau mit Borussia, Silesia, Lusatia und Marchia II Mitglied des KSCV. 1880 initiierte Leonhard Zander die Kösener Reformen. 1974 war Lusatia präsidierendes Vorortcorps und stellte mit Heinrich Jüttner den Vorortsprecher.
Von 1972 bis 1976 gehörte mit Karl Waltzinger fr. Moenaniae ein Lausitzer dem Vorstand des Verbandes Alter Corpsstudenten an. Ihm folgte von 1977 bis 1981 Gottfried Werneburg († 2009), der die Gutachterkommission von 1991 bis 2009 leitete.

## Verhältniscorps

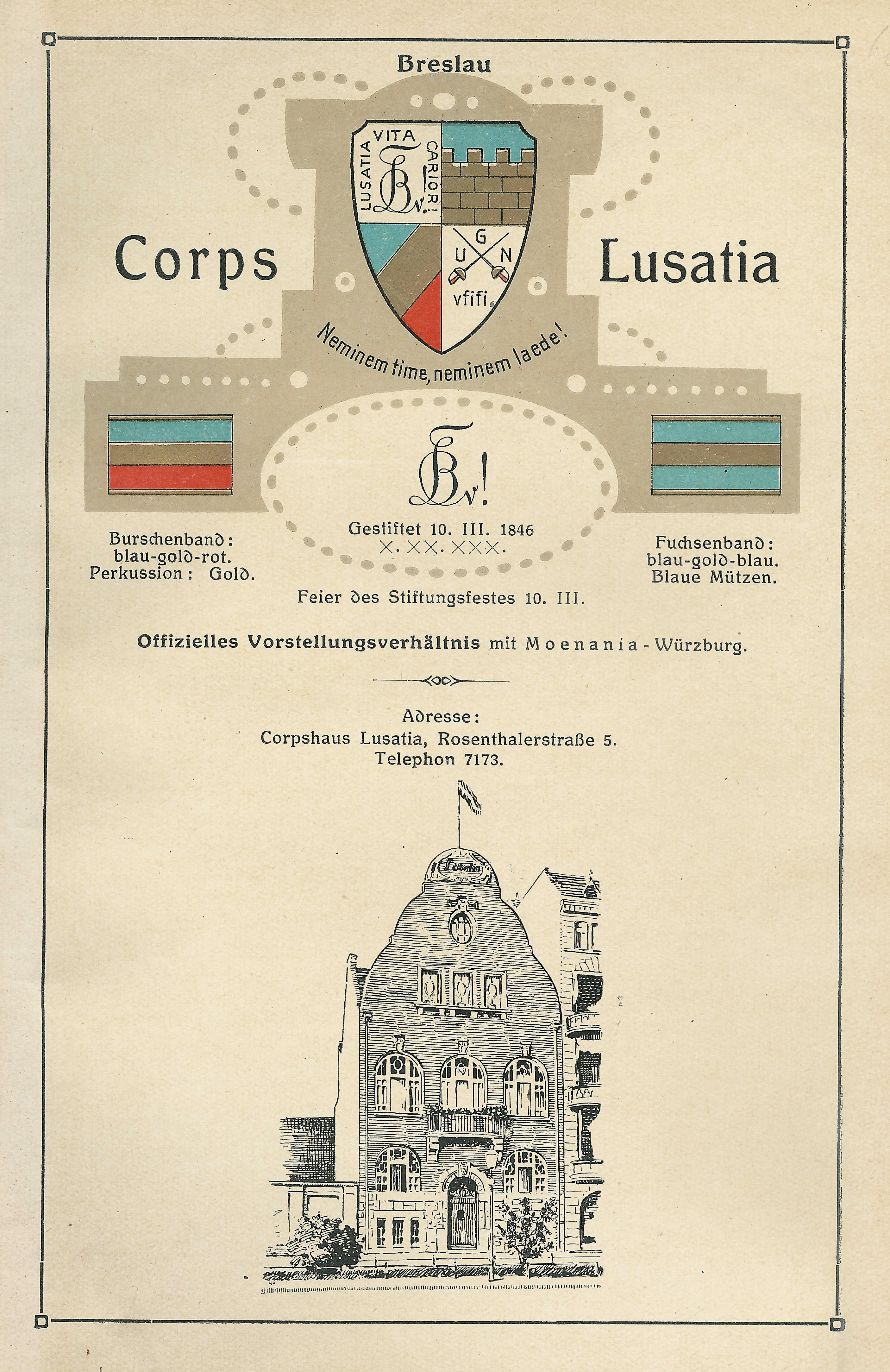
1912

### Kartelle
- Palaiomarchia (1843–1858)
- Silesia (1855–1859)
- Pomerania Greifswald (1856–1861)
- Franconia Jena (1857–1861)
- Moenania (1896/1920/1953)

### Befreundete
- Vandalia Berlin (1869–1880)
- Austria (1920–1931, erneuert 1953)
- Rhaetia (1920)
- Marchia Berlin (1921)
- Guestfalia Greifswald (1922, ruhend)
- Franconia Hamburg (1956)
- Isaria (1958)

### Vorstellungen
- Vandalia Berlin (1919–1921)
- Posonia Wien (1959)
- Erz (1962)

## Corpsmitglieder
- Johannes Maria Assmann (1833–1903), Priester,  Feldprobst der Preußischen Armee
- Carl Bischoff (1835–1900), Landrat der Kreise Groß Strehlitz, Buk und Leobschütz, MdHdA
- Josef Bischoff (1872–1948), Major, Träger des Pour le Mérite, Freikorpsführer
- Curt Bräuer (1889–1969), Diplomat
- Walter Braun (1884–1933), Landrat
- Reinhard Dannheim (1936–2021), Ophthalmologe
- Gustav Drescher († 1890), Landrat in Grottkau
- Waldemar Dyhrenfurth (1849–1899), Schöpfer des Bonifatius Kiesewetter
- Karl Eyerich (1886–1971), Admiralarzt
- Wolfgang Frank (1871–1953), Konsularbeamter und Gesandter
- Paul Goetsch (1867–1932), deutscher Gesandter in Montevideo
- Rudolf Goetsch (1876–1945), Richter
- Ernst Otto Hopp (1841–1910), Schriftsteller und Journalist
- Otto Jaekel (1863–1929), Geologe und Paläontologe
- Heiner Jüttner (* 1941), Betriebswirt und linksliberaler Politiker
- Adalbert Kraetzig (1819–1887), Ministerialdirektor und Reichstagsabgeordneter
- Hermann Krause (1848–1921), Mediziner und Kehlkopfspezialist
- Ewald Löwe (1837–1896), Senatspräsident am Reichsgericht
- Hugo Magnus (1842–1907), Ophthalmologe in Breslau
- Heinz Malitzky (1903–1995), Bundesrichter am Bundesfinanzhof
- Robert von der Marwitz (1837–1897), Landrat in Lyck, MdHdA
- Karl Mauve (1860–1922), Regierungspräsident
- Georg Meyer-Erlach (1877–1961), Arzt und Studentenhistoriker
- Hansgeorg Moka (1900–1955), Nationalsozialist und HJ-Funktionär, Oberbürgermeister von Schneidemühl
- Eduard Müller (1818–1895), Priester, MdR
- Wolfgang Müller-Osten (1910–1995), Chirurg
- Oskar von Nostitz (1834–1914), Landrat, Vizepräsident der Preußischen Oberrechnungskammer
- Carl Rudolf Pfahl (1822–1901), Verwaltungsjurist in Preußen
- Constantin Richter (1827–1910), Ministerialbeamter im Reichsmarineamt, Wirkl. Geh. Admiralitätsrat
- Karsten Rotte (1929–1997), Gynäkologe und Radioonkologe in Würzburg
- Kurt Schirmer (1877–1930), Generalkonsul in Tsingtau
- Arthur Schröter (1859–1915),  Ministerialdirektor im Preußischen Landwirtschaftsministerium
- Paul Schröter (1898–1977), Verwaltungsjurist in der Bundesbahnverwaltung
- Rudolf Vogt (1856–1926), Oberbürgermeister von Biebrich bei Wiesbaden
- Ernst Wahner (1821–1908), Philologe und Gymnasiallehrer in Schlesien
- Armin Wandel (1913–1994), U-Boot-Fahrer, Flottenarzt
- Theodor Warnatsch (1820–1894), Priester in Frankfurt (Oder)
- Leonhard Zander (1833–1890), Reformer des KSCV